# NGC 6233
NGC 6233 (другие обозначения — UGC 10573, MCG 4-40-2, ZWG 139.7, NPM1G +23.0434, PGC 59086) — линзообразная галактика (S0) в созвездии Геркулес.
Этот объект входит в число перечисленных в оригинальной редакции «Нового общего каталога».